# Lista siturilor arheologice din județul Bihor - C
Lista siturilor arheologice din județul Bihor - C conține toate siturile arheologice din județul Bihor înscrise în Repertoriul Arheologic Național (RAN) și aflate în localități al căror nume începe cu litera C. RAN este administrat de Ministerul Culturii și Patrimoniului Național și cuprinde date științifice, cartografice, topografice, imagini și planuri, precum și orice alte informații privitoare la zonele cu potențial arheologic, studiate sau nu, încă existente sau dispărute.
Puteți căuta un sit din localitățile care încep cu litera C folosind formularul de mai jos sau puteți naviga prin toate siturile din județ la Lista siturilor arheologice din județul Bihor.
| Cod RAN                                   | Denumire | Localitate                                      | Adresă                 | Datare           | Descoperit | Coordonate | Imagine           | Erori            |
| ----------------------------------------- | --- | ----------------------------------------------- | ---------------------- | ---------------- | ---------- | ---------- | ----------------- | ---------------- |
| 28255.01.01 (Cod LMI: BH-I-m-B-00954.02)  | Situl arheologic din epoca medievală de la Cefa - "La Pădure" / ansamblu Satul medieval Rădvani (Categorie: locuire) (Tip: Așezare rurală)             | sat Cefa, comuna Cefa                           | La Pădure              | sec. VIII-XVII   |            |            | Încărcați imagine | Raportați eroare |
| 28255.01.01 (Cod LMI: BH-I-m-B-00954.02)  | Situl arheologic din epoca medievală de la Cefa - "La Pădure" / ansamblu Satul medieval Rădvani / complex Cp 5 (Categorie: locuire) (Tip: cuptor)      | sat Cefa, comuna Cefa                           | La Pădure              | sec. XII         |            |            | Încărcați imagine | Raportați eroare |
| 28255.01.01 (Cod LMI: BH-I-m-B-00954.02)  | Situl arheologic din epoca medievală de la Cefa - "La Pădure" / ansamblu Satul medieval Rădvani / complex L. 24 (Categorie: locuire) (Tip: locuință)   | sat Cefa, comuna Cefa                           | La Pădure              | sec. XVI         |            |            | Încărcați imagine | Raportați eroare |
| 28255.01.01 (Cod LMI: BH-I-m-B-00954.02)  | Situl arheologic din epoca medievală de la Cefa - "La Pădure" / ansamblu Satul medieval Rădvani / complex Gr. 32 (Categorie: locuire) (Tip: groapă)    | sat Cefa, comuna Cefa                           | La Pădure              | sec. XVI         |            |            | Încărcați imagine | Raportați eroare |
| 28255.01.01 (Cod LMI: BH-I-m-B-00954.02)  | Situl arheologic din epoca medievală de la Cefa - "La Pădure" / ansamblu Satul medieval Rădvani / complex Gr. 33 (Categorie: locuire) (Tip: groapă)    | sat Cefa, comuna Cefa                           | La Pădure              | sec. XVI         |            |            | Încărcați imagine | Raportați eroare |
| 28255.01.02 (Cod LMI: BH-I-s-B-00954)     | Situl arheologic din epoca medievală de la Cefa - "La Pădure" / ansamblu anonim (Categorie: locuire) (Tip: Necropolă)                                  | sat Cefa, comuna Cefa                           | La Pădure              | sec. XI-XVI      |            |            | Încărcați imagine | Raportați eroare |
| 28255.01.03 (Cod LMI: BH-I-s-B-00954)     | Situl arheologic din epoca medievală de la Cefa - "La Pădure" / ansamblu anonim (Categorie: locuire) (Tip: Biserică)                                   | sat Cefa, comuna Cefa                           | La Pădure              | sec. al XIII-lea |            |            | Încărcați imagine | Raportați eroare |
| 28255.01.04 (Cod LMI: BH-I-m-B-00954.08)  | Situl arheologic din epoca medievală de la Cefa - "La Pădure" / ansamblu anonim (Categorie: locuire) (Tip: Așezare)                                    | sat Cefa, comuna Cefa                           | La Pădure              |                  |            |            | Încărcați imagine | Raportați eroare |
| 28255.01.05 (Cod LMI: BH-I-m-B-00954.01)  | Situl arheologic din epoca medievală de la Cefa - "La Pădure" / ansamblu anonim (Categorie: locuire) (Tip: Așezare)                                    | sat Cefa, comuna Cefa                           | La Pădure              | sec. XVI         |            |            | Încărcați imagine | Raportați eroare |
| 28255.01.06 (Cod LMI: BH-I-m-B-00954.03)  | Situl arheologic din epoca medievală de la Cefa - "La Pădure" / ansamblu anonim (Categorie: locuire) (Tip: Așezare)                                    | sat Cefa, comuna Cefa                           | La Pădure              | sec. VIII-X      |            |            | Încărcați imagine | Raportați eroare |
| 28255.01.07 (Cod LMI: BH-I-m-B-00954.04)  | Situl arheologic din epoca medievală de la Cefa - "La Pădure" / ansamblu anonim (Categorie: locuire) (Tip: Așezare)                                    | sat Cefa, comuna Cefa                           | La Pădure              |                  |            |            | Încărcați imagine | Raportați eroare |
| 28255.01.08 (Cod LMI: BH-I-m-B-00954.05)  | Situl arheologic din epoca medievală de la Cefa - "La Pădure" / ansamblu anonim (Categorie: locuire) (Tip: Așezare)                                    | sat Cefa, comuna Cefa                           | La Pădure              |                  |            |            | Încărcați imagine | Raportați eroare |
| 28255.01.09 (Cod LMI: BH-I-m-B-00954.06)  | Situl arheologic din epoca medievală de la Cefa - "La Pădure" / ansamblu anonim (Categorie: locuire) (Tip: Așezare)                                    | sat Cefa, comuna Cefa                           | La Pădure              |                  |            |            | Încărcați imagine | Raportați eroare |
| 28255.01.010 (Cod LMI: BH-I-m-B-00954.07) | Situl arheologic din epoca medievală de la Cefa - "La Pădure" / ansamblu anonim (Categorie: locuire) (Tip: Așezare)                                    | sat Cefa, comuna Cefa                           | La Pădure              |                  |            |            | Încărcați imagine | Raportați eroare |
| 28255.01.11 (Cod LMI: BH-I-s-B-00954)     | Situl arheologic din epoca medievală de la Cefa - "La Pădure" / ansamblu anonim (Categorie: locuire) (Tip: Mormânt)                                    | sat Cefa, comuna Cefa                           | La Pădure              |                  |            |            | Încărcați imagine | Raportați eroare |
| 28503.01.01                               | Cimitirul și biserica medievală de la Cherechiu - "Movila germanilor" / ansamblu anonim (Categorie: structură de cult/religioasă) (Tip: Necropolă)     | sat Cherechiu, comuna Cherechiu                 | Movila germanilor      | sec. XIII - XIV  |            |            | Încărcați imagine | Raportați eroare |
| 28503.01.02                               | Cimitirul și biserica medievală de la Cherechiu - "Movila germanilor" / ansamblu anonim (Categorie: structură de cult/religioasă) (Tip: Biserică)      | sat Cherechiu, comuna Cherechiu                 | Movila germanilor      | sec. XIII - XIV  |            |            | Încărcați imagine | Raportați eroare |
| 30354.01.01                               | Așezarea paleolitică de la Chișcău - "Peștera Urșilor" / ansamblu anonim (Categorie: locuire civilă) (Tip: Așezare)                                    | sat Chișcău, comuna Pietroasa                   | Peștera Urșilor        |                  |            |            | Încărcați imagine | Raportați eroare |
| 28772.02.01                               | Situl arheologic de la Cociuba Mare - "Cohărești" / ansamblu anonim (Categorie: locuire civilă) (Tip: Așezare)                                         | sat Cociuba Mare, comuna Cociuba Mare           | Cohărești              |                  |            |            | Încărcați imagine | Raportați eroare |
| 28772.02.02                               | Situl arheologic de la Cociuba Mare - "Cohărești" / ansamblu anonim (Categorie: locuire civilă) (Tip: Așezare)                                         | sat Cociuba Mare, comuna Cociuba Mare           | Cohărești              | sec. III - IV    |            |            | Încărcați imagine | Raportați eroare |
| 28772.03.01                               | Așezarea Latene de la Cociuba Mare - "Pusta Râmului" / ansamblu anonim (Categorie: locuire civilă) (Tip: Așezare)                                      | sat Cociuba Mare, comuna Cociuba Mare           | Pusta Râmului          | sec. III a. Chr. | 1999       |            | Încărcați imagine | Raportați eroare |
| 28772.03.01                               | Așezarea Latene de la Cociuba Mare - "Pusta Râmului" / complex L.1 (Categorie: locuire civilă) (Tip: locuință)                                         | sat Cociuba Mare, comuna Cociuba Mare           | Pusta Râmului          | sec. III a. Chr. | 1999       |            | Încărcați imagine | Raportați eroare |
| 28772.03.01                               | Așezarea Latene de la Cociuba Mare - "Pusta Râmului" / complex G. 1 (Categorie: locuire civilă) (Tip: groapă)                                          | sat Cociuba Mare, comuna Cociuba Mare           | Pusta Râmului          | sec. III a. Chr. | 1999       |            | Încărcați imagine | Raportați eroare |
| 30933.03.01                               | Așezarea eneolitică de la Cadea- Câmpul Nisipos / ansamblu anonim (Categorie: locuire civilă) (Tip: Așezare)                                           | localitate componentă Cadea, oraș Săcueni       | Câmpul Nisipos         | Petrești         |            |            | Încărcați imagine | Raportați eroare |
| 27454.01                                  | Așezarea neo-eneolitică de la Cauaceu- Dealul cu Pietre (Categorie: locuire civilă) (Tip: așezare)                                                     | sat Cauaceu, comuna Biharia                     | Dealul cu Pietre       |                  |            |            | Încărcați imagine | Raportați eroare |
| 27454.01.01                               | Așezarea neo-eneolitică de la Cauaceu- Dealul cu Pietre / ansamblu anonim (Categorie: locuire civilă) (Tip: Așezare)                                   | sat Cauaceu, comuna Biharia                     | Dealul cu Pietre       |                  |            |            | Încărcați imagine | Raportați eroare |
| 28344.01                                  | Topor eneolitic de la Ceica (Categorie: descoperire izolată) (Tip: obiect izolat)                                                                      | sat Ceica, comuna Ceica                         |                        |                  |            |            | Încărcați imagine | Raportați eroare |
| 28718.01.01                               | Așezarea neolitică de la Câmpani- Peștera Dâmbul Colibi / ansamblu anonim (Categorie: locuire civilă) (Tip: Așezare)                                   | sat Câmpani, comuna Câmpani                     | Peștera Dâmbul Colibii | Starčevo - Criș  |            |            | Încărcați imagine | Raportați eroare |
| 28781.01.01                               | Așezarea eneolitică de la Cărăsău- La Cetate / ansamblu anonim (Categorie: locuire civilă) (Tip: Așezare)                                              | sat Cărăsău, comuna Cociuba Mare                | La Cetate              | Tiszapolgár      |            |            | Încărcați imagine | Raportați eroare |
| 26895.01.01                               | Descoperire funerară la Cheț / ansamblu anonim (Categorie: descoperire funerară) (Tip: Mormânt)                                                        | localitate componentă Cheț, municipiul Marghita |                        |                  |            |            | Încărcați imagine | Raportați eroare |
| 28512.03.01                               | Așezarea neolitică de la Cheșereu- Pădurea Varo / ansamblu anonim (Categorie: locuire civilă) (Tip: Așezare)                                           | sat Cheșereu, comuna Cherechiu                  | Pădurea Varo           |                  |            |            | Încărcați imagine | Raportați eroare |
| 28512.04.01                               | Așezarea neolitică de la Cheșereu - "Ostrov" / ansamblu anonim (Categorie: locuire civilă) (Tip: Așezare)                                              | sat Cheșereu, comuna Cherechiu                  | Ostrov                 |                  |            |            | Încărcați imagine | Raportați eroare |
| 28503.02.01                               | Așezarea și necropola de la Cherechiu- Grindul Pordomb / ansamblu anonim (Categorie: locuire) (Tip: așezare și necropolă)                              | sat Cherechiu, comuna Cherechiu                 | Grindul Pordomb        |                  |            |            | Încărcați imagine | Raportați eroare |
| 28424.01                                  | Topor eneolitic din cupru de la Cetariu (Categorie: descoperire izolată) (Tip: obiect izolat)                                                          | sat Cetariu, comuna Cetariu                     |                        |                  |            |            | Încărcați imagine | Raportați eroare |
| 30176.01                                  | Obiecte neolitice de la Chișirid (Categorie: descoperire izolată) (Tip: obiect izolat)                                                                 | sat Chișirid, comuna Nojorid                    |                        |                  |            |            | Încărcați imagine | Raportați eroare |
| 27187.03.01                               | Așezarea eneolitică de la Crestur- Dâmbul Bisericii / ansamblu anonim (Categorie: locuire civilă) (Tip: Așezare)                                       | sat Crestur, comuna Abrămuț                     | Dâmbul Bisericii       |                  |            |            | Încărcați imagine | Raportați eroare |
| 28380.01                                  | Obiecte neolitice de la Cotiglet (Categorie: descoperire izolată) (Tip: obiect izolat)                                                                 | sat Cotiglet, comuna Ceica                      |                        |                  |            |            | Încărcați imagine | Raportați eroare |
| 30951.02.01                               | Așezarea eneolitică de la Cubulcut - "Dealul Bătrân" / ansamblu anonim (Categorie: locuire civilă) (Tip: Așezare)                                      | localitate componentă Cubulcut, oraș Săcueni    | Dealul Bătrân          | Tiszapolgár      |            |            | Încărcați imagine | Raportați eroare |
| 28549.01.01                               | Așezarea neolitică de la Chișlaz - "Lângă sat" / ansamblu anonim (Categorie: locuire civilă) (Tip: Așezare)                                            | sat Chișlaz, comuna Chișlaz                     | Lângă sat              |                  |            |            | Încărcați imagine | Raportați eroare |
| 28549.01.02                               | Așezarea neolitică de la Chișlaz - "Lângă sat" / ansamblu anonim (Categorie: locuire civilă) (Tip: Așezare)                                            | sat Chișlaz, comuna Chișlaz                     | Lângă sat              | sec. III - IV    |            |            | Încărcați imagine | Raportați eroare |
| 28255.02.01                               | Mormântul neolitic de la Cefa- Bereac / ansamblu anonim (Categorie: descoperire funerară) (Tip: Mormânt)                                               | sat Cefa, comuna Cefa                           | Bereac                 | Criș             |            |            | Încărcați imagine | Raportați eroare |
| 28255.03.01                               | Biserica ortodoxă cu hramul "Sfinții Arhangheli Mihail și Gavril", / ansamblu anonim (Categorie: construcție de cult) (Tip: biserică)                  | sat Cefa, comuna Cefa                           |                        | sec. XIII-XVIII  |            |            | Încărcați imagine | Raportați eroare |
| 30933.02.02 (Cod LMI: BH-I-s-B-00952)     | Situl arheologic de la cadea - Dealul Pleșuv / ansamblu anonim (Categorie: locuire) (Tip: biserică romanică)                                           | localitate componentă Cadea, oraș Săcueni       | Dealul Pleșuv          | sec. XIII - XIV  |            |            | Încărcați imagine | Raportați eroare |
| 30933.02.03 (Cod LMI: BH-I-s-B-00952)     | Situl arheologic de la cadea - Dealul Pleșuv / ansamblu anonim (Categorie: locuire) (Tip: Cimitir)                                                     | localitate componentă Cadea, oraș Săcueni       | Dealul Pleșuv          | sec. XIII - XIV  |            |            | Încărcați imagine | Raportați eroare |
| 30933.02.01 (Cod LMI: BH-I-s-B-00952)     | Situl arheologic de la cadea - Dealul Pleșuv / ansamblu anonim (Categorie: locuire) (Tip: Așezare fortificată)                                         | localitate componentă Cadea, oraș Săcueni       | Dealul Pleșuv          | Otomani - I-II   |            |            | Încărcați imagine | Raportați eroare |
| 28512.01.01 (Cod LMI: BH-I-s-B-00955)     | Așezarea fortificată de epoca bronzului de la Cheșereu - "Dealul Episcopului" / ansamblu anonim (Categorie: locuire civilă) (Tip: Așezare fortificată) | sat Cheșereu, comuna Cherechiu                  | Dealul Episcopului     | Otomani - I-II   |            |            | Încărcați imagine | Raportați eroare |
| 28512.02.01 (Cod LMI: BH-I-s-B-00956)     | Așezarea de epoca bronzului de la Cheșereu - "Insula Mare" / ansamblu anonim (Categorie: locuire civilă) (Tip: Așezare)                                | sat Cheșereu, comuna Cherechiu                  | Insula Mare            | Otomani          |            |            | Încărcați imagine | Raportați eroare |
| 28772.01.01 (Cod LMI: BH-I-m-B-00957.03)  | Situl arheologic de la Cociuba Mare - "Fântânița" / ansamblu anonim (Categorie: locuire civilă) (Tip: Așezare)                                         | sat Cociuba Mare, comuna Cociuba Mare           | Fântânița              |                  |            |            | Încărcați imagine | Raportați eroare |
| 28772.01.02 (Cod LMI: BH-I-m-B-00957.02)  | Situl arheologic de la Cociuba Mare - "Fântânița" / ansamblu anonim (Categorie: locuire civilă) (Tip: Așezare)                                         | sat Cociuba Mare, comuna Cociuba Mare           | Fântânița              |                  |            |            | Încărcați imagine | Raportați eroare |
| 28772.01.03 (Cod LMI: BH-I-m-B-00957.01)  | Situl arheologic de la Cociuba Mare - "Fântânița" / ansamblu anonim (Categorie: locuire civilă) (Tip: Așezare)                                         | sat Cociuba Mare, comuna Cociuba Mare           | Fântânița              | sec. II - III    |            |            | Încărcați imagine | Raportați eroare |
| 28371.01.01                               | Fortificația medievală de la Corbești - "La Cetate" / ansamblu Amplasament de fortificație medievală (Categorie: fortificație) (Tip: Cetate)           | sat Corbești, comuna Ceica                      | La Cetate              | sec. XIV-XV      |            |            | Încărcați imagine | Raportați eroare |
| 27187.02.01 (Cod LMI: BH-I-s-B-00959)     | Așezarea fortificată de epoca bronzului de la Crestur - "Cetățuia" / ansamblu anonim (Categorie: locuire civilă) (Tip: Așezare fortificată)            | sat Crestur, comuna Abrămuț                     | Cetățuia               | Otomani - I-II   |            |            | Încărcați imagine | Raportați eroare |
| 30951.01.01 (Cod LMI: BH-I-s-B-00960)     | Așezarea neo-eneolitică de la Cubulcut - "Pădurea lui Frater" / ansamblu anonim (Categorie: locuire civilă) (Tip: Așezare)                             | localitate componentă Cubulcut, oraș Săcueni    | Pădurea lui Frater     | Tiszapolgár      |            |            | Încărcați imagine | Raportați eroare |
| 30951.02 (Cod LMI: BH-I-s-B-00960)        | Așezarea neo-eneolitică de la Cubulcut - "Pădurea lui Frater" / ansamblu anonim (Categorie: locuire civilă) (Tip: Așezare)                             | localitate componentă Cubulcut, oraș Săcueni    | Pădurea lui Frater     | Starčevo - Criș  |            |            | Încărcați imagine | Raportați eroare |
| 29010.01.01 (Cod LMI: BH-I-m-B-00961.05)  | Situl arheologic de la Curtuiușeni - "Dealul Cărămidăriei" / ansamblu anonim (Categorie: locuire civilă) (Tip: Așezare)                                | sat Curtuișeni, comuna Curtuișeni               | Dealul Cărămidăriei    | Otomani          |            |            | Încărcați imagine | Raportați eroare |
| 29010.01.02 (Cod LMI: BH-I-m-B-00961.02)  | Situl arheologic de la Curtuiușeni - "Dealul Cărămidăriei" / ansamblu Așezarea celtică (Categorie: locuire civilă) (Tip: Așezare)                      | sat Curtuișeni, comuna Curtuișeni               | Dealul Cărămidăriei    | Celtică          |            |            | Încărcați imagine | Raportați eroare |
| 29010.01.03 (Cod LMI: BH-I-m-B-00961.01)  | Situl arheologic de la Curtuiușeni - "Dealul Cărămidăriei" / ansamblu anonim (Categorie: locuire civilă) (Tip: Așezare)                                | sat Curtuișeni, comuna Curtuișeni               | Dealul Cărămidăriei    | sec. IX - XII    |            |            | Încărcați imagine | Raportați eroare |
| 29010.01.04 (Cod LMI: BH-I-s-B-00961)     | Situl arheologic de la Curtuiușeni - "Dealul Cărămidăriei" / ansamblu anonim (Categorie: locuire civilă) (Tip: Așezare)                                | sat Curtuișeni, comuna Curtuișeni               | Dealul Cărămidăriei    | Gáva             |            |            | Încărcați imagine | Raportați eroare |
| 29010.01.05 (Cod LMI: BH-I-m-B-00961.03)  | Situl arheologic de la Curtuiușeni - "Dealul Cărămidăriei" / ansamblu anonim (Categorie: locuire civilă) (Tip: Așezare)                                | sat Curtuișeni, comuna Curtuișeni               | Dealul Cărămidăriei    | Suciu de Sus     |            |            | Încărcați imagine | Raportați eroare |
| 29010.01.06 (Cod LMI: BH-I-m-B-00961.04)  | Situl arheologic de la Curtuiușeni - "Dealul Cărămidăriei" / ansamblu anonim (Categorie: locuire civilă) (Tip: Așezare)                                | sat Curtuișeni, comuna Curtuișeni               | Dealul Cărămidăriei    | Wietenberg       |            |            | Încărcați imagine | Raportați eroare |